# Tytus Howard
(en) Statistiques sur pro-football-reference
Tytus Howard, né le 23 mai 1996 à Monroeville en Alabama, est un joueur professionnel américain de football américain. 
Il joue au poste d'offensive tackle et d'offensive guard pour la franchise des Texans de Houston dans la National Football League (NFL) depuis 2019.

## Biographie
Howard joue comme quarterback lors de son passage à Monroe County High School. En tant que walk-in, il intègre les Hornets d'Alabama State comme tight end. Il transitionne éventuellement comme offensive tackle lors de son passage avec l'équipe. Lors du draft de 2019, il est choisi au 23e rang par les Texans de Houston. Il devient alors le premier Hornet choisi au premier tour et également celui choisi le plus tôt, devant Curtis Green, choisi 46e en 1981. Cette sélection est une surprise, les classements les plus favorables le plaçait au 2e tour alors que d'autre l'attendait au 5e. Cependant, l’intérêt des Cowboys de Dallas aurait poussé les Texans à choisir Howard plus tôt.
Durant ses premières années avec les Texans, Howard partage son temps entre la position de guard et de tackle. Ses performances poussent les Texas et activer la cinquième année de son contrat recrue. En prévision de celle-ci, l'entraineur Lovie Smith annonce que Howard devrait jouer principalement comme tackle à partir de la saison 2022.